# Gran Serra
La Gran Serra, (Grande Serre in francese) (3.552 m s.l.m.) è una montagna del Massiccio del Gran Paradiso nelle Alpi Graie.

## Caratteristiche

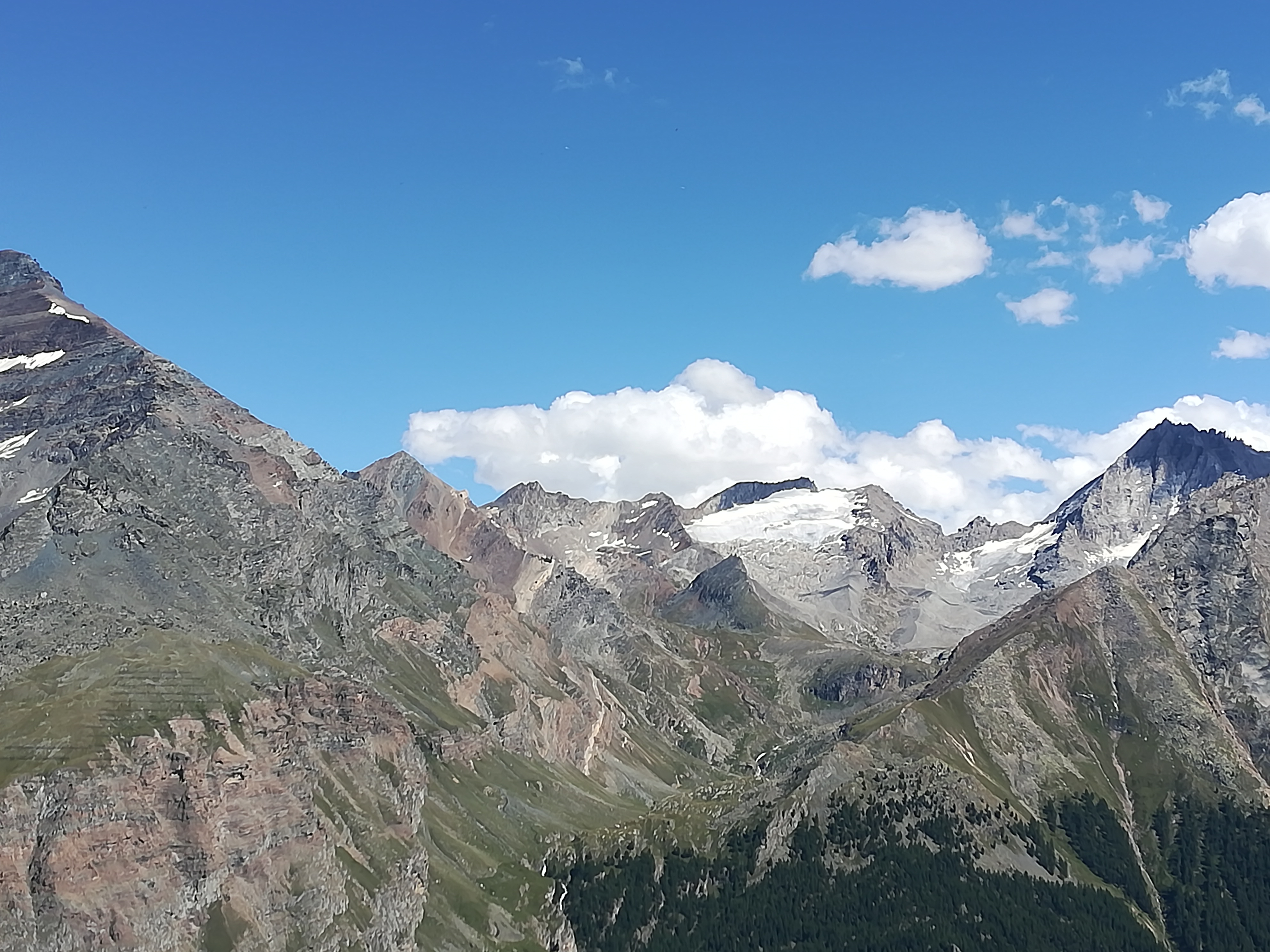
La montagna nel versante verso la Valsavarenche con il Ghiacciaio del Timorion.

Si trova in Valle d'Aosta lungo la dorsale che dal Gran Paradiso sale a nord verso la Grivola tra la Valsavarenche e la Valnontey (Val di Cogne).
Nel versante verso la Valnontey scende il Ghiacciaio del Grand Vallon; in quello verso la Valsavarenche il Ghiacciaio del Timorion.

## Salita alla vetta
È possibile salire sulla vetta partendo dal Rifugio Vittorio Sella.